# Álex Sola
Alejandro Sola López-Ocaña (San Sebastián, Guipúzcoa, 9 de junio de 1999) es un futbolista español que juega como defensa o centrocampista en el Getafe C. F. de la Primera División de España.

## Trayectoria
Nacido en San Sebastián, Guipúzcoa, País Vasco, se formó en la cantera de la Real Sociedad. En 2017 fue asignado a la Real Sociedad "B" en Segunda División B. 
El 16 de febrero de 2019 debutó en la Primera División ante el C. D. Leganés con victoria en el Estadio de Anoeta. Más tarde, realizaría la pretemporada con el primer equipo.
En agosto de 2019 la Real Sociedad hizo oficial su cesión al C. D. Numancia para la temporada 2019-20. Asimismo, el club anunció la prolongación de su contrato hasta el 30 de junio de 2023. La siguiente campaña regresó al filial, donde siguió compitiendo dos años antes de pasar a ser miembro del primer equipo en agosto de 2022. Durante ese curso jugó diez partidos en la Primera División y el siguiente fue cedido al Deportivo Alavés.
El 15 de julio de 2024 se desvinculó definitivamente de la Real Sociedad después de fichar por el Getafe C. F. para las siguientes tres temporadas.

## Estadísticas

### Clubes
Actualizado al último partido disputado el 4 de febrero de 2025.
| Club                       | Div.          | Temporada     | Liga  | Liga  | Copas nacionales | Copas nacionales | Copas internacionales | Copas internacionales | Total | Total |
| Club                       | Div.          | Temporada     | Part. | Goles | Part.            | Goles            | Part.                 | Goles                 | Part. | Goles |
| -------------------------- | ------------- | ------------- | ----- | ----- | ---------------- | ---------------- | --------------------- | --------------------- | ----- | ----- |
| Real Sociedad "C" · España | 3.ª           | 2016-17       | 1     | 0     | ―                | ―                | ―                     | ―                     | 1     | 0     |
| Real Sociedad "C" · España | 3.ª           | 2017-18       | 1     | 0     | ―                | ―                | ―                     | ―                     | 1     | 0     |
| Real Sociedad "C" · España | Total club    | Total club    | 2     | 0     | 0                | 0                | 0                     | 0                     | 2     | 0     |
| Real Sociedad "B" · España | 2.ª B         | 2016-17       | 3     | 0     | ―                | ―                | ―                     | ―                     | 3     | 0     |
| Real Sociedad "B" · España | 2.ª B         | 2017-18       | 25    | 0     | ―                | ―                | ―                     | ―                     | 25    | 0     |
| Real Sociedad "B" · España | 2.ª B         | 2018-19       | 30    | 0     | ―                | ―                | ―                     | ―                     | 30    | 0     |
| Real Sociedad · España     | 1.ª           | 2018-19       | 1     | 0     | 0                | 0                | ―                     | ―                     | 1     | 0     |
| C. D. Numancia · España    | 2.ª           | 2019-20       | 31    | 1     | 1                | 0                | ―                     | ―                     | 32    | 1     |
| C. D. Numancia · España    | Total club    | Total club    | 31    | 1     | 1                | 0                | 0                     | 0                     | 32    | 1     |
| Real Sociedad "B" · España | 2.ª B         | 2020-21       | 6     | 2     | ―                | ―                | ―                     | ―                     | 6     | 2     |
| Real Sociedad "B" · España | 2.ª           | 2021-22       | 16    | 2     | ―                | ―                | ―                     | ―                     | 16    | 2     |
| Real Sociedad "B" · España | Total club    | Total club    | 80    | 4     | 0                | 0                | 0                     | 0                     | 80    | 4     |
| Real Sociedad · España     | 1.ª           | 2021-22       | 2     | 0     | 0                | 0                | 0                     | 0                     | 2     | 0     |
| Real Sociedad · España     | 1.ª           | 2022-23       | 10    | 0     | 1                | 0                | 5                     | 0                     | 16    | 0     |
| Real Sociedad · España     | 1.ª           | 2023-24       | 2     | 0     | ―                | ―                | ―                     | ―                     | 2     | 0     |
| Real Sociedad · España     | Total club    | Total club    | 15    | 0     | 1                | 0                | 5                     | 0                     | 21    | 0     |
| Deportivo Alavés · España  | 1.ª           | 2023-24       | 29    | 0     | 4                | 0                | ―                     | ―                     | 33    | 0     |
| Deportivo Alavés · España  | Total club    | Total club    | 29    | 0     | 4                | 0                | 0                     | 0                     | 33    | 0     |
| Getafe C. F. · España      | 1.ª           | 2024-25       | 19    | 0     | 5                | 0                | ―                     | ―                     | 24    | 0     |
| Getafe C. F. · España      | Total club    | Total club    | 19    | 0     | 5                | 0                | 0                     | 0                     | 24    | 0     |
| Total carrera              | Total carrera | Total carrera | 176   | 5     | 11               | 0                | 5                     | 0                     | 192   | 5     |